# Jakob Kremberg

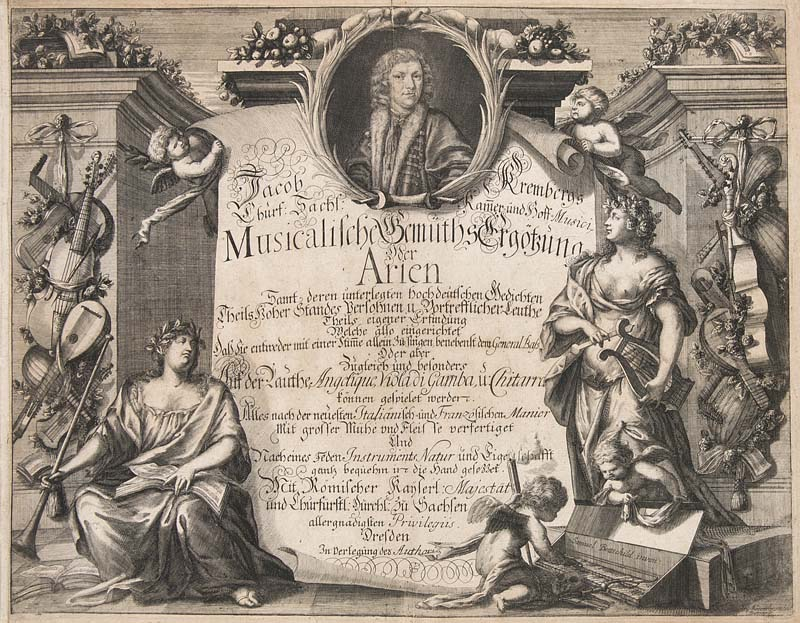
Partitur der Musicalischen Gemüths-Ergötzung mit Bildnis Krembergs, Dresden, 1689

Jakob Kremberg (auch Jacob, Cremberg, James Cranbrook) * um 1650 in Warschau; † 20. September 1715 in London war ein Komponist, Lautenist und Librettist.

## Leben
Kremberg schrieb sich 1672 an der Universität Leipzig ein und wurde im Jahre 1677 Kammermusiker beim Stiftsadminstrator in Magdeburg, bevor er 1678 bei der königlichen schwedischen Kapelle in Stockholm tätig war.
Danach war von 1682 bis 1691 als Altist am kurfürstlichen Hof in Dresden tätig. Dort erhielt er unter Vizekapellmeister Nicolaus Adam Strungk ein Jahressalär von 300 Talern.
Ab 1693 leitete er zusammen mit Johann Sigismund Kusser die Hamburg Oper am Gänsemarkt und schrieb dort 1694 u. a. das Libretto zu Georg Bronners Oper Venus oder die siegende Liebe. Später zerstritt sich dort mit Kusser und verließ Anfang 1695 unter Zurücklassung großer Schulden heimlich Hamburg.
Später war er zwei Jahre an der Universität Leiden tätig, wo er ein Gedicht von Herman Boerhaave vertonte und wahrscheinlich John Clerk of Penicuik unterrichtete.
Danach ist er als Veranstalter einer Konzertreihe ab 24. November 1697 in der Hickford's Dancing School (Hickford's Long Room) in London aktenkundig.

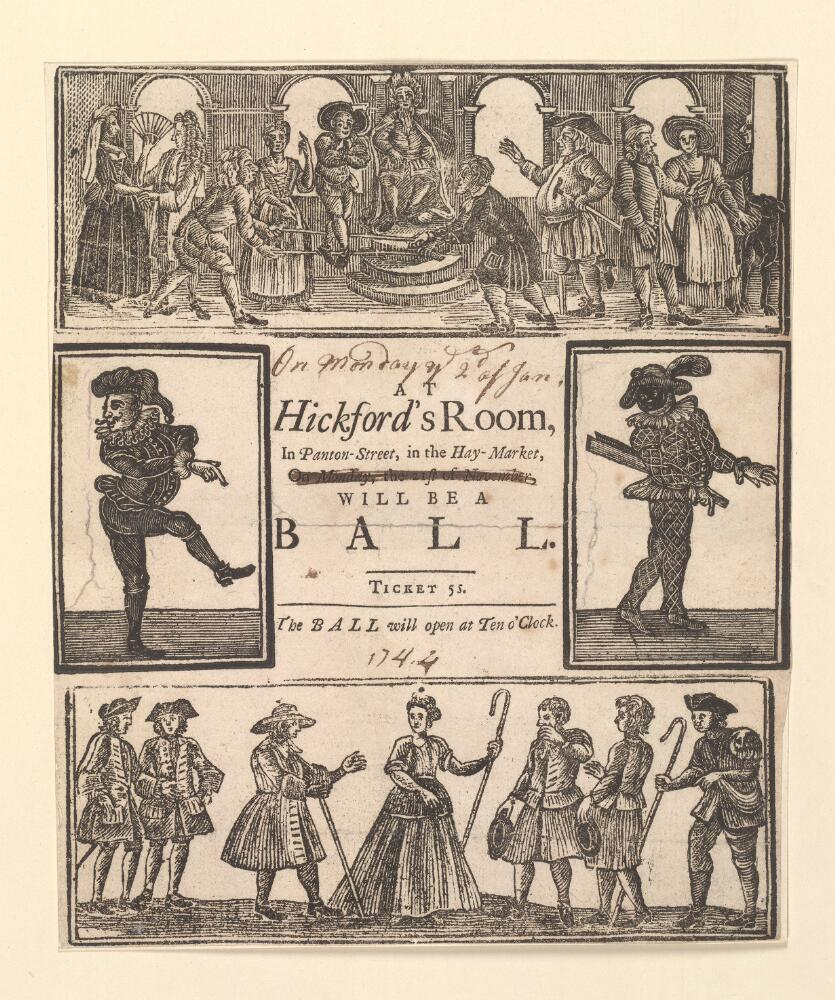
Ticket für einen Ball in Hickford's Room, London 1744

Eine Annonce im Post-Boy kündigte am 20. November 1697 an:

„These are to give Notice to all Lovers of Musick, and the Art of Singing, that Mr. James Kremberg is lately come out of Italy and shall keep a new Consort of Musick by very great Masters, of all sorts of Instruments; with fine singing in Italian, French, Englissh, Spanish, German, Dutch and Latin after the newest Italian and French Manner at Mr. Hickfort's Dancing School in Panton-Street ... This Consort will beginning on Wednesday the 24th of this instant at Eight a Clock in the Night and will continue Weekly the same day, always with New Compositions. Price Half a Crown.“

Boerhaave schreibt in einem Brief vom 9. Februar 1698, dass Kremberg eine Gruppe feiner Musiker in London unterhielt, die für ihre Aufführungen von Stücken gelobt wurden.
Ab 1702 ist er in Schottland als Musikmeister der Kinder von Lady Grisell Baillie of Mellerstain House in Berwickshire tätig.
Er erhielt schließlich im April 1706 einen englischen Hofposten. Am 23. September 1715, drei Tage nach seinem Tod, wurde er durch James Moore ersetzt. Seine Beisetzung erfolgte in der St. Anne's-Kirche in Soho.
Seine Frau Dorothea Sophia überlebte ihn; die Kinder seines Sohnes (drei Töchter und ein Sohn, welcher auch James Kremberg hieß) wurden zwischen 1715 und 1722 in der St. Andrew's-Kirche in Holborn getauft.
Kremberg ist einer der wenigen Komponisten, der Werke für die Angélique, ein Zupfinstrument der Barockzeit mit 16 Saiten, geschrieben hat.

## Werk
- Betrachtung der Welt (Ade O Weltigkeit!), 4 Stimmen, bc (Dresden, 1687).
- Musicalische Gemüths-Ergötzung, oder Arien, samt deren unterlegten hochdeutschen Gedichten, theils hoher Standes-Personen und vortrefflicher Leute, theils eigener Erfindung. Welche also eingerichtet, daß Sie mit einer Stimme allein zu singen benebenst dem General-Bass, oder aber zugleich und besonders auf der Lauthe, Angelique, Viola di Gamba, und Chitarra, können gespielt werden. Alles nach der neuesten Italienisch und Frantzösischen Manier mit großer Müh und Fleiss verfertigt, und nach eines ieden Instruments Natur und Eigenschafft gantz beqvehm in die Hand gesetzt, Dresden, 1689.
- A collection of easy and familiar aires, 1710.
- England's Glory (masque), for Queen Anne's birthday, (London, 1706), Musik verschollen.
- A Collection of Easy and Familiar Aires, (London, 1707), Fragment.
- A New-Framed Entertainment.
- 4 Lieder: Aurelia has sweet pleasing charms; Farewell ye gilded follies; Lavinia has majestic charms; Since I have seen Lucinda's charms.
- Setting of a poem by H. Boerhaave, 1696/7, verschollen.
- Concert, Cembalo, 3 Stimmen, optional bc.

## Einspielungen
- German Lute Songs, Naxos (HNH International Ltd.), 2002, Nr. 8.555935, (Titel Nr. 5 - Ach ich lieb und muss verschweigen und Nr. 13 - Ich bin verliebt in einen Traum).